# تم‌اسکال ولی (کالیفرنیا)
تم‌اسکال ولی (به انگلیسی: Temescal Valley) یک منطقهٔ مسکونی در ایالات متحده آمریکا است که در شهرستان ریورساید، کالیفرنیا واقع شده‌است. تم‌اسکال ولی ۵۰٫۰۸۵ کیلومتر مربع مساحت و ۲۲٬۵۳۵ نفر جمعیت دارد و ۳۴۶٫۸۷ متر بالاتر از سطح دریا واقع شده‌است.